# The American Journal of Surgery
The American Journal of Surgery, abgekürzt Am. J. Surg., ist eine wissenschaftliche Fachzeitschrift, die vom Elsevier-Verlag im Auftrag von sieben chirurgischen Gesellschaften veröffentlicht wird. Die Zeitschrift wurde 1890 unter dem Namen American Journal of Surgery and Gynecology gegründet. Von 1914 bis 1926 publizierte das Journal auch ein von Francis Hoeffer McMechan herausgegebenes Quarterly Supplement on Anesthesia. Im Jahr 1926 erfolgte die Verkürzung auf The American Journal of Surgery und die Bandzählung wurde erneut begonnen. Die Zeitschrift erscheint mit zwölf Ausgaben im Jahr. Es werden Arbeiten veröffentlicht, die sich mit allen Aspekten der Chirurgie beschäftigen.
Der Impact Factor lag im Jahr 2014 bei 2,291. Nach der Statistik des ISI Web of Knowledge wird das Journal mit diesem Impact Factor in der Kategorie Chirurgie an 59. Stelle von 198 Zeitschriften geführt.